# Rent (téléfilm)
Pour les articles homonymes, voir Rent.
Pour plus de détails, voir Fiche technique et Distribution.
Rent, également connu sous le titre Rent Live, est un téléfilm américain de type television special, partiellement diffusé et joué en live, réalisé par Michael Greif et Alex Rudzinski et diffusée le 27 janvier 2019 sur le réseau Fox.
Le téléfilm est adapté de la comédie musicale Rent de Jonathan Larson, l'un des plus célèbres spectacles de Broadway et également connu pour avoir révélé Idina Menzel.

## Synopsis
À New York, la veille de Noël, Mark et Roger sont sur le point de se faire expulser de l'appartement qu'ils louent. Pour oublier leurs problèmes, chacun trouvent une occupation : Mark décide de filmer son entourage et Roger tente d'écrire une dernière chanson qui, il l'espère, lui apportera gloire et reconnaissance avant d'être emporté par le sida.
Débarque alors dans sa vie Mimi, une toxicomane également séropositive. Elle commence alors à bouleverser le monde de Roger, bloqué depuis la mort de sa petite amie. Alors qu'une manifestation anti-expulsion s'organise dans le quartier, l'amour entre les deux jeunes semble de plus en plus fort.

## Fiche technique
- Titre original : Rent
- Réalisation : Michael Greif et Alex Rudzinski
- Scénario : Kristoffer Diaz, d'après la comédie musicale Rent de Jonathan Larson
- Direction artistique : Adam Rowe
- Décors : John Sparano
- Costumes : Angela Wendt
- Musique : d'après les musiques composés par Jonathan Larson
- Chorégraphie : Sonya Tayeh
- Production : Greg Sills
- Production exécutive : Marc Platt, Al Larson, Julie Larson, Alex Rudzinski, Adam Siegel et Vince Totino
- Sociétés de production : Marc Platt Productions et 20th Century Fox Television
- Sociétés de distribution : Fox (télévision) ; Sony Pictures Television (globale)
- Pays d'origine :  États-Unis
- Langue originale : anglais
- Format : couleur - 16:9 HD - son stéréo
- Genre : Musical
- Durée : 135 minutes
- Dates de première diffusion :
  -  États-Unis /  Canada : 27 janvier 2019 sur Fox / Citytv (en simultané)

 Sauf indication contraire, les informations mentionnées dans cette section peuvent être confirmées par la base de données cinématographiques IMDb,  présente dans la section « Liens externes ».

## Distribution
- Jordan Fisher : Mark Cohen
- Brennin Hunt : Roger Davis
- Tinashe : Mimi Marquez
- Brandon Victor Dixon : Tom Collins
- Valentina : Angel Dumott Schunard
- Vanessa Hudgens : Maureen Johnson
- Kiersey Clemons : Joanne Jefferson
- Mario : Benjamin Coffin III
- Keala Settle : Cy
- Jennifer Leigh Warren (en) : Mme Cohen / Mme Jefferson / Sue
- Debra Cardona : Mme Marquez / Mme Dumott Schunard / Ali
- Matt Saldivar : Mr Grey / Gordon
- Alton Fitzgerald White : Mr Jefferson
- J. Elaine Marcos : Pam / Alexi Darling / la sœur d'Angel / le sdf
- Emerson Collins : Steve

Caméo :
- Daphne Rubin-Vega
- Anthony Rapp
- Adam Pascal (en)
- Jesse L. Martin
- Taye Diggs
- Wilson Jermaine Heredia (en)
- Idina Menzel

## Production

### Développement
Après plusieurs rumeurs, le réseau Fox confirme le 25 septembre 2017 que son prochain téléfilm live sera une adaptation de la comédie musicale Rent de Jonathan Larson, avec une diffusion prévue pour le début de l'année 2019.
Le 29 octobre 2018, le réseau dévoile la distribution principale du téléfilm qui sera composée de Jordan Fisher et Vanessa Hudgens, qui étaient déjà dans le premier téléfilm live de la chaîne (Grease: Live!), mais également de Brennin Hunt, des chanteurs Mario et Tinashe, de l'actrice Kiersey Clemons ainsi que la drag queen Valentina, révélée dans l'émission RuPaul's Drag Race.
L'actrice et chanteuse Keala Settle signe également pour interpréter l'un des numéros.

### Accident de Brennin Hunt
La veille de la diffusion, l'acteur Brennin Hunt s'est cassé un pied lors d'une répétition costumée et filmée. Contrairement au théâtre, les téléfilms live n'engagent pas de doublure, la production décide donc de ne pas repousser l'enregistrement, ni de remplacer l'acteur.
Une grande partie du téléfilm ayant été enregistrée lors des répétitions il est décidé d'utiliser ces scènes pré-enregistrées pour les moments où apparait Brennin Hunt. Les scènes sans lui seront bel et bien jouée en live. Néanmoins, la répétition n'ayant pas été filmée dans son entièreté à la suite de l'accident, les derniers numéros mettant en scène Brennin Hunt ont été modifiés pour lui permettre de jouer malgré sa blessure.
Lorsque les scènes pré-enregistrées étaient diffusées à la télévision, les acteurs interprétaient les chansons comme à un concert pour les spectateurs assistant au tournage. Ces performances furent également filmées pour être diffusées plus tard sur internet.

### Problème technique
Lors de sa diffusion sur la station WNYW qui diffuse Fox à New York, un défaut techniques s'est produit provoquant un problème de connexion entre le signal provenant de l'équipe du téléfilm et celui qui diffusait la chaîne via les opérateurs Optimum et Spectrum, empêchant les téléspectateurs de voir les cinq premières minutes.

## Numéros musicaux
1. Tune Up #1 - Jordan Fisher et Brennin Hunt
2. Voice Mail #1 - Jennifer Leigh Warren
3. Tune Up #2 - Jordan Fisher, Brennin Hunt, Brandon Victor Dixon et Mario
4. Rent - Jordan Fisher, Brennin Hunt, Kiersey Clemons, Brandon Victor Dixon, Mario et l'ensemble
5. You Okay, Honey? - Valentina, Brandon Victor Dixon et J. Elaine Marcos
6. Tune Up #3 - Jordan Fisher
7. One Song Glory - Brennin Hunt
8. Light My Candle - Brennin Hunt et Tinashe
9. Today 4 U - Valentina, Brandon Victor Dixon, Jordan Fisher et Brennin Hunt
10. You'll See - Mario, Jordan Fisher, Brennin Hunt, Brandon Victor Dixon et Valentina
11. Voice Mail #2 - Jennifer Leigh Warren et Alton Fitzgerald White
12. Tango: Maureen - Jordan Fisher et Kiersey Clemons
13. Life Support - Valentina, Brandon Victor Dixon, Jordan Fisher et l'ensemble
14. Out Tonight - Tinashe
15. Another Day - Brennin Hunt, Tinashe et l'ensemble
16. Will I? - la distribution
17. On the Street - Jordan Fisher, Brandon Victor Dixon, Valentina et l'ensemble
18. Santa Fe - Brandon Victor Dixon, Jordan Fisher et Valentina
19. I'll Cover You - Brandon Victor Dixon et Valentina
20. We're Okay - Kiersey Clemons
21. Christmas Bells - la distribution
22. Over the Moon - Vanessa Hudgens
23. La Vie Bohème - la distribution
24. I Should Tell You - Tinashe et Brennin Hunt
25. La Vie Bohème B - la distribution
26. Seasons of Love - la distribution
27. Happy New Year - Jordan Fisher, Brennin Hunt, Vanessa Hudgens, Tinashe et Kiersey Clemons
28. Voice Mail #3 - Jennifer Leigh Warren et J. Elaine Marcos
29. Happy New Year B - Jordan Fisher, Brennin Hunt, Vanessa Hudgens, Tinashe, Kiersey Clemons et Mario
30. Take Me or Leave Me - Vanessa Hudgens et Kiersey Clemons
31. Without You - Tinashe et Brennin Hunt
32. Voice Mail #4 - J. Elaine Marcos
33. Contact - la distribution
34. I'll Cover You (Reprise) - Brandon Victor Dixon, Keala Settle, Jordan Fisher et l'ensemble
35. Halloween - Jordan Fisher
36. Goodbye Love - Jordan Fisher, Brennin Hunt, Tinashe, Kiersey Clemons, Vanessa Hudgens, Mario et Brandon Victor Dixon
37. What You Own - Jordan Fisher et Brennin Hunt
38. Voice Mail #5 - l'ensemble
39. Finale - Jordan Fisher, Brennin Hunt, Brandon Victor Dixon, Vanessa Hudgens, Kiersey Clemons, Tinashe et l'ensemble
40. Your Eyes - Brennin Hunt
41. Finale B - la distribution
42. Seasons of Love (Finale C) - la distribution et la troupe originale de Rent

## Accueil

### Audience
Aux États-Unis, le téléfilm a réuni 3,42 millions de téléspectateurs avec un taux de 1.4 sur les 18-49 ans faisant de lui le programme le plus regardé de la soirée.
Un bon score, semblable aux audiences habituelles des séries de la chaîne Fox mais néanmoins assez faible comparé au premier événement musicale en live de la chaîne, Grease: Live !, qui avait réunis 12,18 millions de téléspectateurs.

### Critique
Le téléfilm a divisé la critique américaine. Sur le site agrégateur de critiques Rotten Tomatoes, il obtient 33 % de critiques positives, avec une note moyenne de 6,3/10 sur la base de 18 critiques collectées. Sur le site Metacritic, il divise également avec un score de 49/100 sur la base de douze critiques collectées.
Pour Daniel Fienberg du The Hollywood Reporter, le fait que la production ai utilisé des images enregistrées lors de répétitions pour pallier l'accident de Brennin Hunt, se ressent car les acteurs ne se donnent pas à 100%, cela s'expliquant par le fait qu'ils devaient faire attention à leurs voix pour la véritable prestation le lendemain.
Pour Robert Lloyd du Los Angeles Times, la production apporte de nouvelles idées originales à la mise en scène du spectacle mais semble parfois trop précipitée. Pour Mark A. Perigard du Boston Herald, la production fonctionne mais ne sera pas inoubliable.
Pour Aisha Harris de The New York Times, malgré des déceptions, l'amour pour l'œuvre originale de la distribution et de la production se ressent. Darren Franich d'Entertainment Weekly publie une critique positive, soulignant la mise en scène ambitieuse de la production.
D'un point de vue global, la mise en scène et les performances de Jordan Fisher et Vanessa Hudgens ont été encensés par les critiques, mêmes les moins convaincus.